# Gita Tost
Gita Tost (* 26. März 1965 in München; † 19. Januar 2000) war eine Autorin und Liedermacherin. Als feministische und lesbische Aktivistin engagierte sie sich gegen sexuelle Gewalt und für Selbstbestimmung von Frauen und Mädchen und war Mitbegründerin der Initiative Schlampagne für die Gleichstellung alternativer Beziehungsformen.

## Leben und Werk
Ihr Studium  schloss Gita Tost mit Magistra Artium der allgemeinen Sprachwissenschaften ab. Geschieden und Mutter eines Sohns, lebte sie später in offen  lesbischen Lebenszusammenhängen. Ihren Lebensmittelpunkt hatte sie in Bayern nahe Regensburg.
Seit Anfang der 1990er Jahre engagierte sie sich in der Frauenbewegung und war als langjährige Mitfrau im Frauenzentrum Regensburg aktiv.
Nachdrücklich versuchte sie ihre  Utopie von Beziehungsnetzwerken zwischen Frauen zu leben,  deren Behinderung durch gesellschaftliche Normen und Gewaltstrukturen sie in vielfältiger Weise kritisierte.
Im Zuge der deutschen Debatte um die Ehe für Homosexuelle Ende der 1990er Jahre trat sie als Mitbegründerin der Initiative „Die Schlampagne - Widerständig l(i)ebende Lesben kommen raus!“ für die Abschaffung von Eheprivilegien sowie die  Gleichstellung alternativer Beziehungsformen ein, die in ihrem persönlichen Leben inzwischen einen grundlegenden Stellenwert einnahmen. Die Schlampagne wurde beim „1. Koordinierungstreffen für Lesben zur Gleichstellung aller Lebensweisen“ im Frauenzentrum Regensburg im September 1999 ins Leben gerufen und konnte bereits wenig später die Unterstützung der FrauenLesbenredaktion der Zeitschrift Graswurzelrevolution, des Vereins von Lesben mit Kindern Furien und Companjeras e.V.  und Deutschlands größtem Lesbenverband LesbenRing vermelden. Gita Tost und die Schlampagne traten mit ihrer unbequemen Kritik  gegen die vermeintlich auf Anpassung an bestehende Normvorstellungen abzielende Linie des  LSVD  zeitweise in die Wahrnehmung einer Öffentlichkeit jenseits der Lesbenbewegung.
Seit 1994 war  Tost freischaffende Autorin und Liedermacherin und war mit Konzerten und Lesungen in Deutschland unterwegs. Sich selbst bezeichnete sie als „Kreativfeministin“. Ihr Werk als  Künstlerin und Autorin umfasst  Lyrik, Geschichten, Liedtexte und Musik sowie Sachtexte. In ihrem Leben und Schaffen beschäftigte sie immer wieder das Thema  sexueller Missbrauch und sexuelle Gewalt, das sie auch aus ihrer ganz persönlichen Erfahrungs- und Leidensperspektive behandelte, wobei sie sich selbst als „Überlebende“  bezeichnete. Als Liedermacherin gab sie Konzerte, machte Kabarett, arbeitete in Workshops mit ihren „Gesängen für Überlebende“ und hielt als Autorin zahlreiche Lesungen. 1995 erschien ihre CD „Bittersüß“, im Jahr 1998 gründete sie zusammen mit Gitta Schürck das Musikkabarett-Duo Schall & Rauch, aus dessen Zusammenarbeit die gleichnamige CD hervorging.
In ihren Sachtexten setzte sie sich auch kritisch mit der Darstellung von lesbischem Sex in Romanen lesbischer Autorinnen und dem Umgang mit dem Thema in der seit Anfang der 1990er Jahre boomenden lesbischen Sexratgeberliteratur des sex-positiven Feminismus auseinander (wie von Susie Bright, Pat Califia oder Laura Méritt) und wirkte mit ihrer Kritik neuer sexueller Leistungsnormen in die deutsche  Lesbenbewegung hinein. Ihre Kritik an Sexbeschreibungen in lesbischer Literatur als weit von der Realität  entfernt wertete 2004 die Soziologin Ursula G. T. Müller, frühe Aktivistin der Frauen- und Lesbenbewegung, als „erfreulich ehrlich“. Am ausführlichsten vermittelte  Tost ihre persönliche Sicht lesbischer Sexualität in ihrem 1999 erschienenen Buch FreiSchwimmerin – Lust- und Grau(s)zonen lesbischer Sexualität,  mit dem sie auf Lesungen durch ganz Deutschland reiste. Das Buch ist der Sozialwissenschaftlerin Ilse Lenz zufolge „Feldforschung, Selbsthilfebuch, feministische Theoriebildung und erotisches Lesebuch in einem“,  Tost habe damit selbst die Lücke gefüllt zwischen lesbischer Sexliteratur und Büchern über die Folgen sexualisierter Gewalt. Über die Auswirkungen von Missbrauchserfahrungen in der Herkunftsfamilie hinaus griff sie in dem Buch  bereits das bis heute mit starken Tabus belegte Thema von Übergriffen und Gewalt innerhalb von lesbischen Beziehungen auf.
Schon früh veröffentlichte sie Lyrik in verschiedenen Zeitschriften. Der Band TRau!MFRAU, der von ihr 1992 bis 1999 verfasste Gedichte und Geschichten enthält, konnte von ihr noch in der später abgedruckten Reihenfolge zusammengestellt werden und  erschien nach ihrem Tod.
Im Januar des Jahres 2000, im Alter von 34 Jahren, nahm sich Gita Tost das Leben. Sie verstarb nach einer Woche intensivmedizinischer Behandlung an den Folgen einer schweren Knollenblätterpilzvergiftung.
Als Rechtsnachfolgerinnen und damit verantwortlich für den Nachlass von Gita Tost ermöglichten Gitta Schürck und Uta Keppler in der Folge die Veröffentlichung von TRau!MFRAU in Zusammenarbeit mit Ulrike Helmer im Helmer Verlag.
Im Januar 2010 lud das Regensburger Frauenzentrum zu  einer Gedenkveranstaltung der Frauen zum zehnjährigen Todestag von Gita Tost ein.

## Veröffentlichungen (Auswahl)
Bücher:
- TRau!MFRAU – Gedichte und Geschichten. Helmer Verlag, Königstein/Taunus 2001, ISBN 3-89741-063-X.
- FreiSchwimmerin – Lust- und Grau(s)zonen lesbischer Sexualität. Helmer Verlag, Königstein/Taunus 1999, ISBN 3-89741-015-X.
- Wen, Do und der Dieb. (Mit Illustrationen von Claudia Lange) Donna Vita Verlag, Berlin 1992, ISBN 3-927796-15-8.

Aufsätze/Zeitschriftenartikel:
- Nur ein Leben. In: Beiträge zur feministischen Theorie und Praxis Band 59. Verein Beiträge zur feministischen Theorie und Prexis, Köln 2001. S. 19–22.
- Lesbische Li(e)bensweisen. Von Risiken und Nebenwirkungen der Zweierkisten und real-utopischen Alternativen. In: Ilona Bubeck (Hrsg.): Unser Stück vom Kuchen?  Zehn Positionen gegen die Homo-Ehe. Querverlag, Berlin 2000, S. 93–115.
- Willkommen in Schlamputopia. Visionäre Implikationen der "Schlampagne". In: Graswurzelrevolution 245, Januar 2000.
- Nehmen wir einmal an... Probleme bürgerlicher Zweisamkeit und deren Überwindung. In: Graswurzelrevolution 241, September 1999.
- Lesbischer Sex – ein Tabu muß ans Tageslicht. In: LesbenRing-Info, 1994, Dezember, S. 14–16; Nachdruck in: Ilse Lenz (Hrsg.): Die Neue Frauenbewegung in Deutschland. Abschied vom kleinen Unterschied. Ausgewählte Quellen. 2., aktualisierte Auflage. VS Verlag für Sozialwissenschaften, Wiesbaden 2010, S. 1045–1047.

Musik:
- Bittersüß – Gesänge für Überlebende. CD, 1995
- Als Duo Schall & Rauch mit Gitta Schürck:  CD Schall & Rauch, 1998[17]